# Navassa
18°24′10″N 75°0′45″V / 18.40278°N 75.01250°V
Navassa (engelsk Navassa Island, fransk La Navase, haitisk: Lanavaz eller Lavash) er en lille ø i Vestindien mellem Haiti og Jamaica. Øen regnes til USA's ydre småøer og har hørt til USA siden 18. november 1857 uden at være en inkorporeret del af landet. Øen er ubeboet og forvaltes af United States Fish and Wildlife Service (en myndighed inden for USA's indenrigsministerium, som tager sig af naturbeskyttelse). Haiti hævder at Navassa blev haitisk efter en traktat mellem Frankrig og Spanien 1697, hvor Frankrig fik den vestlige del af Hispaniola, plus nærliggende øer, inklusive Navassa. Modsat hævder USA at have ret til øen efter Guano Islands Act fra 1856.

## Geografi
Den ubeboede ø, som hører til de Små Antiller, ligger i det centrale Vestindien og har et arel på cirka 5,3 kvadratkilometer og dens højeste punkt er cirka 65 meter over havet. Øen har mest lav vegetation.

## Historie
Øen blev sandsynligvis opdaget i 1504 af spanske søfarere under ledelse af Christofer Columbus.